# Carembault
Le Carembault, Carrembaut ou Caribant est l'un des pays, dénommés « quartiers », de l'ancienne châtellenie de Lille.
Parmi les onze communes que composait le Carembault, Phalempin était le chef-lieu.

## Géographie
Ce quartier, le plus petit des cinq, est borné au nord par le Pays de Weppes et le Mélantois[réf. souhaitée], à l'est par la Pévèle, au sud par la rivière Deûle et le comté d'Artois.[réf. souhaitée]
Entité administrative sous l'Ancien Régime, il comptait onze villages avec Phalempin pour chef-lieu de la châtellenie héréditaire de Lille ; Gondecourt compte également parmi les lieux principaux
Les communes composant le Carembaut sont Allennes-les-Marais, Annœullin, Bauvin, Camphin-en-Carembault, Carnin, Chemy, Gondecourt, Herrin, La Neuville, Phalempin et Provin.
Sa superficie était d'environ quinze kilomètres de long sur sept kilomètres de large.
Le Carembault fait partie de l'actuel arrondissement de Lille.

## Histoire

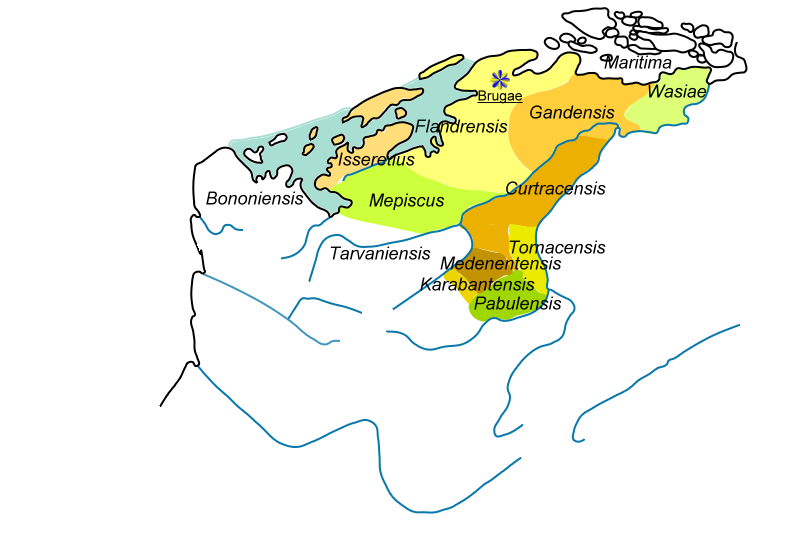
Pagi réunis pour former le marquisat de Flandre.

Le Carembaultus ager est nommé pour la première fois en 673. Il était également nommé pagus karabantensis.
Une étymologie possible viendrait de Korn (blé) et de bant (zone/pays) qui aurait donné Caribaut (pays à blé) tel que mentionné en 673 (dans le titre de fondation de l’abbaye Saint-Vaast d’Arras). Plus tardivement, en 1220 on trouve le mot Quaranbaut. -Bant- est un élément germanique signifiant « lien », mais aussi « zone » (on peut faire le parallèle avec le latin zona qui signifie ceinture et a donné le mot zone), qu'on retrouve dans Brabant, Teisterbant, Ostrevent, dans le nom de nombreux villages (Bant, Braibant, Swifterbant, etc) et des noms de famille (Stroobant). À l'origine, le Caribant aurait été un pagus de la civitas des Ménapiens.
Il était limité par le Mélantois à l'est, la Lys au nord, le pagus Leticus à l'ouest, la haute Deûle au sud.
Les localités citées dans ce pagus étaient initialement : Camphin, Estevelles, Carvin, Wavrin, Annœullin, Provin, Phalempin (en partie), Vendin, Wahagnies, Thumeries, et Mastaing.
Le Caribant et ses champs (Carembaultus ager) étaient compris dans le doyenné de Lille.
À partir du XIe siècle apparaît le pays de Weppes sur une partie du Caribant et du pagus Scarbeius.

## Environnement
Le Carembault présente une unité agronomique et présentait probablement autrefois une unité écopaysagère liée à son histoire et substrat géologiques et pédologiques. Ce substrat explique aussi l'importance de ce secteur pour la protection de l'eau (P.I.G. des champs captants de la communauté urbaine de Lille).
Histoire environnementale : Le potentiel agronomique des sols a très tôt fait reculer les milieux naturels au profit d'une agriculture de plus en plus intensive. Se sont ajoutés à ce phénomène les séquelles de guerre, puis celles de remembrements et - pour une partie des communes - de la mine et de l'industrie lourde associée ainsi que la fragmentation écologique majeure que constitue les deux infrastructures parallèles du TGV Paris-Lille et de l'autoroute A1 (quadruple clôture et infrastructures infranchissables par la plupart des espèces animales sur toute leur longueur, car n'ayant pas bénéficié de la construction d'écoducs ni d'aucune mesures conservatoires ou compensatoires en matière de défragmentation écopaysagère).
La richesse écologique ancienne de ce secteur n'est plus visible que par quelques reliques de zones humides et boisées (forêt domaniale de Phalempin).
Le Carembault est néanmoins une importante zone de jonction entre la trame verte et bleue de Lille et celle du bassin minier du Nord-Pas-de-Calais.